# It's Now or Never
"It's Now or Never" is een nummer van de Amerikaanse zanger Elvis Presley. Het nummer verscheen niet op een regulier studioalbum, maar werd op 5 juli 1960 uitgebracht als single.

## Achtergrond
"It's Now or Never" is gebaseerd op het Italiaanse lied "'O sole mio", geschreven door Eduardo di Capua. Het is het tweede Engelstalige nummer dat hierop is gebaseerd, nadat Tony Martin in 1949 "There's No Tomorrow" uitbracht. De versie van Presley, waarvan de tekst is geschreven door Aaron Schroeder en Wally Gold, is geïnspireerd door het nummer van Martin.
Toen Presley gedurende het eind van de jaren '50 tijdens zijn militaire dienst in Duitsland was, hoorde hij "There's No Tomorrow". Presley was een fan van Mario Lanza, die "'O sole mio" populair had gemaakt bij het Amerikaanse publiek. Lanza overleed een jaar voor de opname van "It's Now or Never". Presley vroeg aan zijn uitgever Freddy Bienstock, die op dat moment bij hem op bezoek was, om een aantal schrijvers te vinden om een nieuwe tekst bij het nummer te schrijven. Schroeder en Gold schreven de tekst uiteindelijk in twintig tot dertig minuten.
"It's Now or Never" werd de best verkochte single van Presley; het ging wereldwijd meer dan 25 miljoen keer over de toonbank. Hierdoor is het tevens een van de best verkochte singles aller tijden. De single werd een nummer 1-hit in de Amerikaanse Billboard Hot 100. In het Verenigd Koninkrijk werd het pas in oktober 1960 uitgebracht na problemen met auteursrechten. Als gevolg werd de single massaal vooruitbesteld, waardoor het het eerste nummer werd dat op de nummer 1-positie debuteerde in de UK Singles Chart. Het werd tevens een nummer 1-hit in Australië, Canada, Ierland, Nieuw-Zeeland, Noorwegen en Zuid-Afrika, alsmede in de Vlaamse en de Waalse Ultratop 50. In Nederland bestond de Top 40 nog niet, maar bereikte de single wel de eerste plaats in de Hits of the World-lijst, die driewekelijks uitkwam als voorganger van de Tijd voor Teenagers Top 10. In 2005 behaalde het nummer opnieuw enkele hitlijsten nadat het werd uitgebracht als onderdeel van een campagne waarbij alle Britse nummer 1-hits van Presley een heruitgave kregen. Terwijl het in het Verenigd Koninkrijk opnieuw een nummer 1-hit werd, kwam het ditmaal in Nederland op de 58e plaats in de Single Top 100 terecht.
"It's Now or Never" heeft een grote invloed gehad in de muziekgeschiedenis. Zo werd het door Barry White genoemd als inspiratie om zijn leven te veranderen nadat hij uit de gevangenis vrijkwam, en wilde hij hierdoor zanger worden. Daarnaast speelden The Beatles een aantal regels van het nummer als grap in de video ter promotie van hun single "Hey Jude" uit 1968. Het nummer is in een mashup met "'O sole mio" te horen op het live-album Elvis in Concert uit 1977. Het is gecoverd door onder meer John Schneider en Josh Groban.

## Hitnoteringen

### Hits of the World /Single Top 100
- Een aantal van deze noteringen hebben een lengte van twee weken; echter werden er na oktober 1960 (week 5) een aantal weken overgeslagen. De notering uit 2005 heeft een lengte van een enkele week.

| Hitnotering week 1 t/m 12: 10-09-1960 t/m 11-02-1961 Hitnotering week 13: 05-03-2005 | Hitnotering week 1 t/m 12: 10-09-1960 t/m 11-02-1961 Hitnotering week 13: 05-03-2005 | Hitnotering week 1 t/m 12: 10-09-1960 t/m 11-02-1961 Hitnotering week 13: 05-03-2005 | Hitnotering week 1 t/m 12: 10-09-1960 t/m 11-02-1961 Hitnotering week 13: 05-03-2005 | Hitnotering week 1 t/m 12: 10-09-1960 t/m 11-02-1961 Hitnotering week 13: 05-03-2005 | Hitnotering week 1 t/m 12: 10-09-1960 t/m 11-02-1961 Hitnotering week 13: 05-03-2005 | Hitnotering week 1 t/m 12: 10-09-1960 t/m 11-02-1961 Hitnotering week 13: 05-03-2005 | Hitnotering week 1 t/m 12: 10-09-1960 t/m 11-02-1961 Hitnotering week 13: 05-03-2005 | Hitnotering week 1 t/m 12: 10-09-1960 t/m 11-02-1961 Hitnotering week 13: 05-03-2005 | Hitnotering week 1 t/m 12: 10-09-1960 t/m 11-02-1961 Hitnotering week 13: 05-03-2005 | Hitnotering week 1 t/m 12: 10-09-1960 t/m 11-02-1961 Hitnotering week 13: 05-03-2005 | Hitnotering week 1 t/m 12: 10-09-1960 t/m 11-02-1961 Hitnotering week 13: 05-03-2005 | Hitnotering week 1 t/m 12: 10-09-1960 t/m 11-02-1961 Hitnotering week 13: 05-03-2005 | Hitnotering week 1 t/m 12: 10-09-1960 t/m 11-02-1961 Hitnotering week 13: 05-03-2005 | Hitnotering week 1 t/m 12: 10-09-1960 t/m 11-02-1961 Hitnotering week 13: 05-03-2005 | Hitnotering week 1 t/m 12: 10-09-1960 t/m 11-02-1961 Hitnotering week 13: 05-03-2005 |
| Week                                                                                 | 1                                                                                    | 2                                                                                    | 3                                                                                    | 4                                                                                    | 5                                                                                    | 6                                                                                    | 7                                                                                    | 8                                                                                    | 9                                                                                    | 10                                                                                   | 11                                                                                   | 12                                                                                   |                                                                                      | 13                                                                                   |                                                                                      |
| ------------------------------------------------------------------------------------ | ------------------------------------------------------------------------------------ | ------------------------------------------------------------------------------------ | ------------------------------------------------------------------------------------ | ------------------------------------------------------------------------------------ | ------------------------------------------------------------------------------------ | ------------------------------------------------------------------------------------ | ------------------------------------------------------------------------------------ | ------------------------------------------------------------------------------------ | ------------------------------------------------------------------------------------ | ------------------------------------------------------------------------------------ | ------------------------------------------------------------------------------------ | ------------------------------------------------------------------------------------ | ------------------------------------------------------------------------------------ | ------------------------------------------------------------------------------------ | ------------------------------------------------------------------------------------ |
| Positie                                                                              | 15                                                                                   | 4                                                                                    | 1                                                                                    | 2                                                                                    | 1                                                                                    | 3                                                                                    | 2                                                                                    | 2                                                                                    | 1                                                                                    | 2                                                                                    | 3                                                                                    | 5                                                                                    | uit                                                                                  | 58                                                                                   | uit                                                                                  |

### NPO Radio 2 Top 2000
| Nummer met noteringen in de NPO Radio 2 Top 2000 | '99 | '00 | '01  | '02  | '03 | '04 | '05 | '06 | '07 | '08 | '09  | '10  | '11  | '12  | '13  |
| ------------------------------------------------ | --- | --- | ---- | ---- | --- | --- | --- | --- | --- | --- | ---- | ---- | ---- | ---- | ---- |
| It's Now or Never                                | 285 | 487 | 1024 | 1110 | 558 | 897 | 668 | 999 | 836 | 793 | 1008 | 1105 | 1409 | 1481 | 1825 |

1. ↑  Een vetgedrukt getal geeft de hoogste notering aan.
2. ↑  Deze tabel is bijgewerkt tot en met de laatste editie (2024).

### Evergreen Top 1000
| Evergreen Top 1000 "It's Now Or Never - Elvis Presley" | Evergreen Top 1000 "It's Now Or Never - Elvis Presley" | Evergreen Top 1000 "It's Now Or Never - Elvis Presley" | Evergreen Top 1000 "It's Now Or Never - Elvis Presley" | Evergreen Top 1000 "It's Now Or Never - Elvis Presley" | Evergreen Top 1000 "It's Now Or Never - Elvis Presley" | Evergreen Top 1000 "It's Now Or Never - Elvis Presley" | Evergreen Top 1000 "It's Now Or Never - Elvis Presley" | Evergreen Top 1000 "It's Now Or Never - Elvis Presley" | Evergreen Top 1000 "It's Now Or Never - Elvis Presley" | Evergreen Top 1000 "It's Now Or Never - Elvis Presley" | Evergreen Top 1000 "It's Now Or Never - Elvis Presley" | Evergreen Top 1000 "It's Now Or Never - Elvis Presley" | Evergreen Top 1000 "It's Now Or Never - Elvis Presley" | Evergreen Top 1000 "It's Now Or Never - Elvis Presley" | Evergreen Top 1000 "It's Now Or Never - Elvis Presley" | Evergreen Top 1000 "It's Now Or Never - Elvis Presley" |
| Jaar                                                   | 2008                                                   | 2009                                                   | 2010                                                   | 2011                                                   | 2012                                                   | 2013                                                   | 2014                                                   | 2015                                                   | 2016                                                   | 2017                                                   | 2018                                                   | 2019                                                   | 2020                                                   | 2021                                                   | 2022                                                   | 2023                                                   |
| ------------------------------------------------------ | ------------------------------------------------------ | ------------------------------------------------------ | ------------------------------------------------------ | ------------------------------------------------------ | ------------------------------------------------------ | ------------------------------------------------------ | ------------------------------------------------------ | ------------------------------------------------------ | ------------------------------------------------------ | ------------------------------------------------------ | ------------------------------------------------------ | ------------------------------------------------------ | ------------------------------------------------------ | ------------------------------------------------------ | ------------------------------------------------------ | ------------------------------------------------------ |
| Positie                                                | 58                                                     | 635                                                    | 622                                                    | 622                                                    | 625                                                    | 49                                                     | 121                                                    | 77                                                     | 98                                                     | 146                                                    | 184                                                    | 261                                                    | 324                                                    | 360                                                    | 439                                                    | 367                                                    |